# Hotspot - Amore senza rete
Hotspot - Amore senza rete è un film commedia del 2023 diretto da Giulio Manfredonia.

## Trama
Mentre è in aeroporto e sta aspettando di imbarcarsi per Londra, Tina scopre che ha solamente venti minuti per iscriversi ad un'audizione del Teatro San Carlo di Napoli ma la connessione wi-fi dell'aeroporto non funziona ed ha finito anche i gigabyte a disposizione. Trova la soluzione in un certo Pietro.

## Distribuzione
Il film, presentato in anteprima al Festival del Cinema di Roma nella sezione "Alice nella Città" il 22 ottobre 2023, è stato distribuito il 6 giugno 2024 nelle sale cinematografiche italiane.

## Produzione
Il film è stato girato tra Roma, Napoli (il Lungomare Caracciolo, il Teatro San Carlo e l'acquedotto greco-romano tra le location) e la costiera amalfitana.

## Accoglienza
Il film di Giulio Manfredonia ha ricevuto generalmente un'accoglienza negativa da parte della critica. Damiano Panettoni su Movieplayer scrive che "resta la sensazione che il continuo riflesso nei confronti dei grandi archetipi romantici abbiano penalizzato l'originalità di una storia che avrebbe potuto vivere di vita propria", mentre Alessio Baronci su Sentieri Selvaggi nota invece che sembra che "Manfredonia incappi in un paradosso e che gli elementi che reggono meglio nel film sono quelli più legati ad una tradizione tutta «nostra»".